# Incident de Chauri Chaura
L'incident de Chauri Chaura va ocórrer a aquesta població del districte de Gorakhpur a l'Índia britànica, el 5 de febrer de 1922. Un gran grup de manifestants protestaven i al mateix temps participaven en el moviment de no cooperació i es va tornar violent, quan la policia va disparar i matar tres dels manifestants. En revenja, els manifestants van calar foc a un quarter de la policia i van matar els seus 23 policies que hi treballaven. L'Indian National Congress va aturar el Moviment de no-cooperació com a resultat d'aquest incident.

## Antecedents
A principi de la dècada de 1920, els indis, dirigits per Mahatma Gandhi, van emprendre un moviment de no-violència que més tard va esdevenir un moviment de no-cooperació. Feien servir els mètodes de la no-violència i de la desobediència civil conegut com a Satyagraha i es van organitzar protestes per part de l'Indian National Congress per combatre les mesures opressores com ara la Llei Rowlatt amb l'objectiu final d'aconseguir el swaraj o independència del govern britànic.
El 4 de febre uns 2.500 manifestants van protestar units i van iniciar una marxa cap al mercat de Chauri Chaura. La policia armada va disparar primer a l'aire i els manifestants van començar a llençar pedres contra la policia. Quan la situació va quedar fora de control. el subinspector indi va ordenar la policia disparar directament contra els manifestants i van resultar tres manifestants morts. En revenja els manifestants van calar foc a la comissaria de policia (chowki) i van matar els 23 policies indis atrapats a l'interior.

## Conseqüències
En resposta a l'assassinat dels policies, les autoritats britàniques van declarar la llei marcial a Chauri Chaura i els seus voltants. Es van arrestar també centenars de persones.
Gandhi, desconcertat per aquest incident, va fer vint-i-cinc dies de penitència, ja que es considerava culpable d'aquest vessament de sang. Reflexionant sobre el que havia passat, Gandhi va sentir que no havia emfatitzat suficientment sobre la importància de l'ahimsa (no-violència) i que el poble indi encara no estava preparat per a la independència. Gandhi també va ser arrestat i sentenciat a sis anys de presó però va ser alliberat el febrer de l'any 1924, per mor de la seva mala salut.
Un total de 228 persones van ser jutjades per l'incident de Chauri Chaura. D'aquestes persones sis van morir quan estaven sota custòdia de la policia i 172 van ser condemnades a ser penjades a la forca.
El 20 d'abril de 1923, l'Alt Tribunal d'Allahabad revisà els veredictes de mort; 19 sentències de mort van ser confirmades i 110 van ser commutades a cadena perpètua, mentre la resta ho van ser a llargs empresonaments.